# Mausoleopsis selika
Mausoleopsis selika är en skalbaggsart som beskrevs av Achille Raffray 1877. Mausoleopsis selika ingår i släktet Mausoleopsis och familjen Cetoniidae. Inga underarter finns listade i Catalogue of Life.